# Ловинеску, Моника
Моника Ловинеску (рум. Monica Lovinescu; 19 ноября 1923[…], Бухарест, Румыния — 21 апреля 2008, Вилье-ле-Бель, Франция) — румынская журналистка, эссеистка, писательница, переводчица.

## Биография
Моника Ловинеску родилась 19 ноября 1923 года в Бухаресте в семье литературного историка и критика Эуджения Ловинеску. Училась в Бухарестском университете.
В 1947 году эмигрировала во Францию, получив стипендию от французского государства. В первые дни 1948 года, после падения румынской монархии, она просила политического убежища.
Начиная с 1951 года вместе со своим супругом сосредоточила свою деятельность на отражении в местной европейской прессе событий, происходящих в Румынии после перехода страны к коммунизму. С 1960 года начинает работать в румынской службе Радио Свобода, где была автором радиопередач «Румынская культурная актуальность» и «Тезисы и антитезисы в Париже», которые имели большое влияние на культурную жизнь коммунистической Румынии. В своих комментариях они открыто критиковали коммунистический режим в Бухаресте. Более 30 лет Моника Ловинеску проработала в парижском бюро Радио «Свободная Европа». Еженедельно она выпускала два репортажа, которые имели влияние на борьбу оппозиции против действующего коммунистического режима.
Ловинеску перевела на французский несколько румынских литературных произведений.
Журналистка несколько раз подвергалась нападениям в Париже в 1977 году, после одного из них она находилась в коме с повреждениями головы. Позже было доказано, что эти избиения выполнялись по заказу тогдашнего руководителя Румынии Николае Чаушеску. В 1983 году в Париж был направлен агент, намеревавшийся, по словам самой Ловинеску, убить её мужа, однако был арестован.
Умерла в Париже 20 апреля 2008 года.

## Отзывы
По словам С. Ламбру, «для подавляющего большинства поколений румын, которые родились после 1989 года, Моника Ловинеску почти неизвестна. Для старших поколений она была настоящим ориентиром. Она была, прежде всего, непререкаемым голосом Радио Свобода, которая беспощадно осуждала коммунистический режим Николае Чаушеску. Для тех, кто много читает, Моника Ловинеску была очень талантливым литературным критиком, которая посвятила свою жизнь журналистике, демократии и свободе её страны».

## Награды
- Великий офицер ордена Звезды Румынии (2008 год, посмертно)[8].
- Командор ордена Звезды Румынии (1999 год)[9].